# Pavol Hammel
Pavol Hammel (Pozsony, 1948. december 7. –) szlovák énekes, a Prúdy és a Collegium Musicum együttes egykori tagja.

## Életrajza
Zenészcsaládban született. Édesapja a szlovák nemzeti színházban hegedült, művészete fiára is hatással volt. Pavol Hammel jogi tanulmányokat folytatott a pozsonyi Comenius Egyetemen, ahol 1976-ban szerezte meg diplomáját. Hírnévre az 1960-as évek végén a Prúdy együttessel tett szert, az 1970-es években indult szólókarrierje.

## Lemezei

### A Prúdyval
- Zvoňte zvonky (1969)
- Pavol Hammel a Prúdy (1970)

### A Collegium Musicummal
- Zelená pošta (1972)
- Na II. programe sna (1976)

### Szólólemezek
- Pokoj vám (1969)
- Som šťastný, keď ste šťastní (1972)
- Šlehačková princezna (1973)
- Hráč (1975)
- Stretnutie s tichom (1978)
- Vrabec vševed (1979)
- Faust a margréty (1980)
- Remote Barber's Shop (1981)
- Čas malín (1981)
- Circus Summer (1981)
- Pavol Hammel a Prudy: 1966–1975 (1982)
- Dnes už viem (1983)
- Now I know (1983)
- Divadielka v trave (1984)
- A Rose in a Jelly (1984)
- Čierna ovca, biela vrana (1985)
- No more letters (1986)
- Verejna lyrika (1987)
- Všetko je inak (1989)
- Labutie piesne (1993)
- Život je… (1997)
- Prúdy 1999 (1999)
- Cyrano z predmestia (1999)
- Šálka čaju (rarity 1.) (2002)
- Starí kamoši (2002)
- Kreditka srdca (2004)

## Külső hivatkozások
- Honlapja